# Gnieciuki
Gnieciuki – wieś w Polsce położona w województwie podlaskim, w powiecie białostockim, w gminie Zabłudów. 

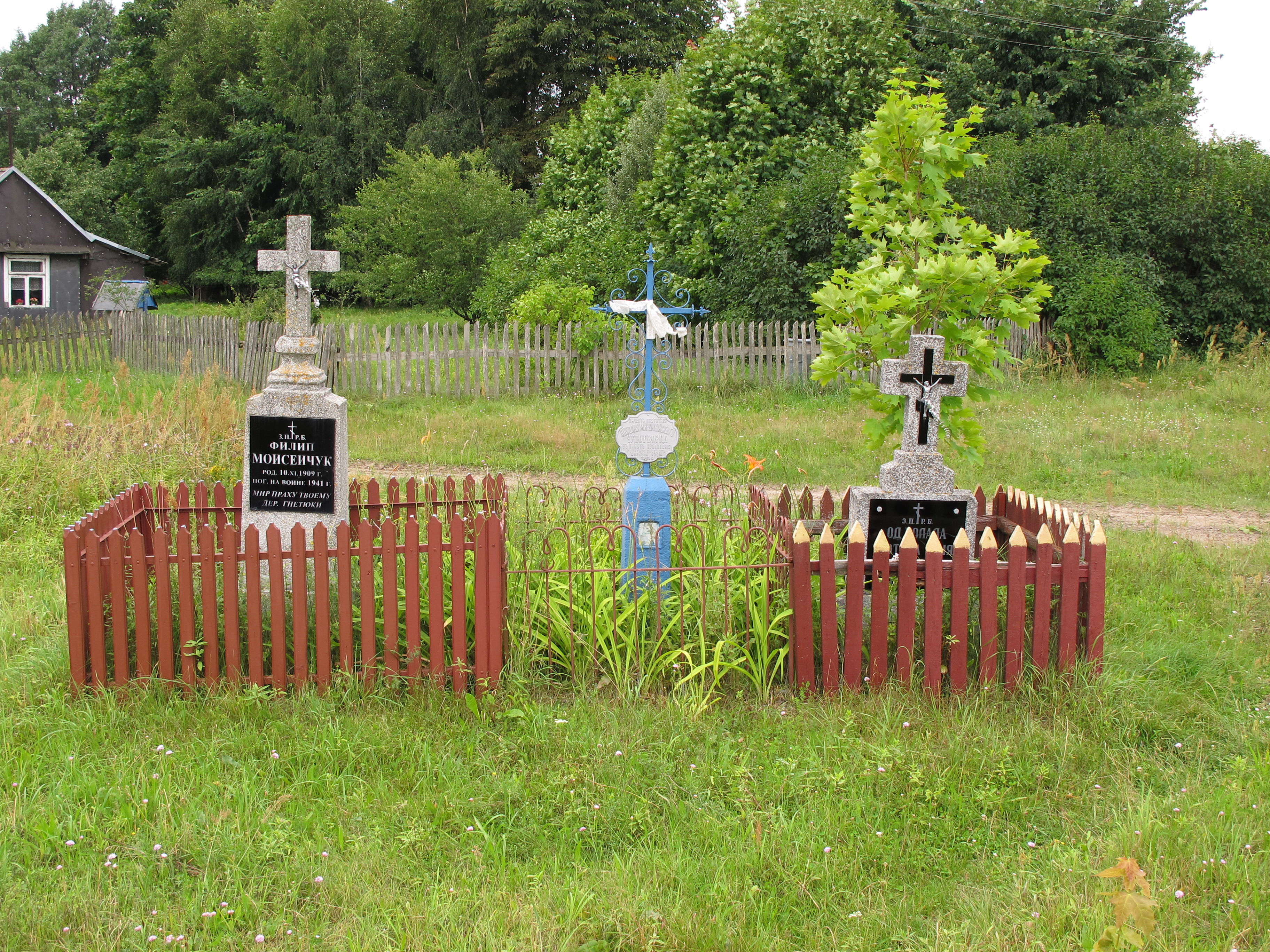
Krzyże wotywne

Osadnictwo na terenie tej wsi datuje się od czasów starożytnych - późnej epoki brązu i wczesnej epoki żelaza. Zasiedlona była także w średniowieczu.
Wieś magnacka hrabstwa zabłudowskiego położona była w końcu XVIII wieku  w powiecie grodzieńskim województwa trockiego Wielkiego Księstwa Litewskiego.
W 1921 roku wieś liczyła 27 domów i 218 mieszkańców, w tym 198 prawosławnych i 20 katolików.
W latach 1954–1959 wieś należała i była siedzibą władz gromady Gnieciuki, po jej zniesieniu w gromadzie Zabłudów. W latach 1975–1998 miejscowość administracyjnie należała do województwa białostockiego.
Prawosławni mieszkańcy wsi należą do parafii Zaśnięcia Najświętszej Marii Panny w Zabłudowie, a wierni kościoła rzymskokatolickiego do parafii św. Apostołów Piotra i Pawła w Zabłudowie.